# 1,2-dioxano
1,2-dioxano u o-dioxano es un compuesto químico de fórmula molecular C4H8O2.
Es un isómero del compuesto heterocíclico 1,4-dioxano, más estable.